# Krajková
Krajková es una localidad del distrito de Sokolov en la región de Karlovy Vary, República Checa, con una población estimada a principio del año 2018 de 943 habitantes. 
Se encuentra ubicada al norte de la región, cerca de la orilla del río Ohře —un afluente izquierdo del río Elba—, y a poca distancia al sur de la parte occidental de los montes Metálicos y de la frontera con Alemania.